# ميكي داي
ميكي داي (بالإنجليزية: Mikey Day)‏ مواليد 20 مارس 1980 في مقاطعة أورانج، الولايات المتحدة، هو ممثل ومخرج وكوميدي أمريكي.

## الأعمال

### مسلسلات
- آنجل (2004)
- أصدقاء مع امتيازات (2011) (بدور: ديريك)
- الدجاجة الآلية (2014)
- ساترداي نايت لايف (2016)

## روابط خارجية
- ميكي داي على موقع IMDb (الإنجليزية)
- ميكي داي على موقع ميوزك برينز (الإنجليزية)
- ميكي داي على موقع قاعدة بيانات الفيلم (الإنجليزية)